# 平石山 (徳島県)
平石山（ひらいしやま）は、徳島県徳島市と勝浦郡勝浦町との境界に位置する山である。標高648.8m。

## 地理・概要
剣山から中津峰山（標高773m）へ延びる山脈の最先端、中津峰山の東方約1.5kmに位置する。独立峰の山容を欠き、中津峰山から徐々に高度を下げる山並の最後のわずかな盛り上がりである。山腹の350m前後まで温州ミカンを栽培する。山頂付近は雑木に覆われる。登山道は中津峰山からの縦走がわかりやすいが、四辺から農業用の道が通じている。
徳島市街から見ると、東に平石山、中央に中津峰山（標高773m）、西に古田山（660.9m）という風に見える。市内からはシャープな山容に見えるが、山頂に見える尖峰は680mで平石山の山頂とは別のようだ。山内には朝立彦神社が鎮座する。頂上からは勝浦川、勝浦町、徳島市、小松島市等が望める。